# کونیشیکی یاسوکیچی یکم
کونیشیکی یاسوکیچی یکم (به ژاپنی: 小錦 八十吉) کُشتی‌گیر سوموی اهل استان چیبا در کشور ژاپن است که هفدهمین کشتی‌گیر دارای رتبهٔ یوکوزونا محسوب می‌شود. وی در سال ۱۸۹۶ میلادی به این مرتبه ارتقا یافت و در سال ۱۹۰۱ میلادی بازنشست شد. کونیشیکی یاسوکیچی یکم توانست ۷ بار قهرمان (یوشو) مسابقات سومو شود.